# Harris Mattiasson
Åke Harris Mattiasson, född 8 mars 1930 i Göteborg, död 21 juli 2018 i Kungälv-Ytterby församling, var en svensk fotbollsspelare (centerforward).
Mattiasson började sin fotbollskarriär i IF Warta, och kom 1955 till IFK Göteborg, där han blev svensk mästare 1957/1958. Han spelade sammanlagt 43 allsvenska matcher (19 mål) för IFK innan han lämnade klubben efter säsongen 1957/1958.
År 1955 spelade Mattiasson två B-landskamper för Sverige, på vilka han gjorde tre mål. Han fick dock aldrig chansen i A-landslaget.